# Referendum w Tajlandii w 2016 roku
Referendum konstytucyjne w Tajlandii odbyło się 7 sierpnia 2016 roku. Pytania referendalne dotyczyły zgody na zmianę konstytucji Królestwa Tajlandii oraz zmian w wyborze premiera.

## Tło polityczne
Po protestach antyrządowych w drodze zamachu stanu władzę w państwie objęła junta wojskowa z generałem Prayuth Chan-ocha na czele. Wyznaczony przez wojskowych parlament podjął w maju 2015 roku decyzję o nowych wyborach (które miałyby się odbyć w 2017 roku) oraz zmianach w ustawie zasadniczej. W opinii Krajowej Rady Pokoju i Porządku nowa konstytucja miałaby przyczynić się do wzrostu stabilności w kraju.
Projekt nowej ustawy zasadniczej był krytykowany przez największe partie polityczne w kraju. Politycy przeciwni wobec junty ostrzegali między innymi, iż jest ona niedemokratyczna i nawet po wyborach pozwoli armii zachować znaczne wpływy polityczne i de facto kontrolować państwo.
Władze zabroniły monitorowania przebiegu referendum, a działacze sprzeciwiający się zmianom w konstytucji zostawali aresztowani i skazywani przez sądy wojskowe. Przeszkolono również 350 000 osób odpowiedzialnych za przeprowadzenie akcji informacyjnej wśród ludności na temat projektu nowej konstytucji, około 4 osób na każdą tajską wioskę.

## Wyniki
|                        |                        | Projekt konstytucji | Wybór premiera |
| ---------------------- | ---------------------- | ------------------- | -------------- |
| Za                     | Liczba głosów          | 16 820 402          | 15 132 050     |
| Za                     | % głosów               | 61,35               | 58,07          |
| Przeciw                | Liczba głosów          | 10 598 037          | 10 929 648     |
| Przeciw                | % głosów               | 38,65               | 41,93          |
| Głosy nieważne         | Głosy nieważne         | 2 322 238           | 3 681 979      |
| Łącznie                | Łącznie                | 29 740 677          | 29 740 677     |
| Zarejestrowani wyborcy | Zarejestrowani wyborcy | 50 071 589          | 50 071 589     |
| Frekwencja             | Frekwencja             | 59,40%              | 59,40%         |
| Źródło:                | Źródło:                | [ 6 ]               | [ 6 ]          |